# Miroslav Fišmeister
Miroslav Fišmeister (* 23. dubna 1976, Brno) je moravský básník a amatérský přírodovědec.

## Život
Po maturitě na gymnáziu nedokončil studia filozofie, religionistiky a angličtiny na FF MU. Pracoval v různých dělnických profesích (mj. v brněnské ZOO); od roku 2005 je v invalidním důchodu.
Publikoval mj. ve WELESu, H_aluzi, Psím víně, Respektu, Tvaru, Ravtu (webový magazín předešlého), almanachu Wagon, revui Prostor Zlín a novinách Uši a vítr. Jeho básně vyšly, přeložené do francouzštiny Petrem Králem, ve švýcarské frankofonní revui Le Passe Muraille, jejímž šéfredaktorem je Jean-Louis Kuffer; v překladu do italštiny v antologii české poezie Rapporti di errore . Na Slovensku publikoval básně v časopisech Kloaka a Fraktál.
Básně z jeho první knihy zazněly v inscenaci reFrankenstein (2013) v brněnském HaDivadle. Básněmi také doprovodil výstavy českotřebovského fotografa Jaroslava Plocka Šel jsem tím městem… (2010, vydáno jako stejnojmenná kniha)  a Stavitelé terminálu (2016), která navštívila i Senát Parlamentu České republiky . Články a recenze píše mj. pro Tvar; v roce 2013 se zúčastnil projektu Martina Reinera Zápisník .
V roce 2011 Česká televize natočila jeho portrét v rámci pořadů Česko jedna báseň.  Petr Hruška o něm napsal: „Málokterým básním nerozumím tak rád jako těm Fišmeisterovým".  Jeho básně zhudebnil skladatel a muntiinstrumentalista Ondřej Kyas na dobře přijatém  albu Syntezátor ve dnech kdy spím (2016) .
Je také autorem videoklipu k písni OCTOVRIOS z oceňovaného alba Theodoros Beaty Hlavenkové . Vytvořil obálky několika svých knih, jeho práce na obálky svých knih použili například americká básnířka Rose Kelleherová, spisovatel Jaroslav A. Polák nebo švédské vydavatelství Storyside . Jím pořízené fotografie použili ve svých knihách například dr. Karl P. N. Shuker (Dragons, 2013) – pro K. Shukera také překládá kryptozoologické materiály (Mirabilis, 2013; Still In Search Of Prehistoric Survivors: The Creatures That Time Forgot?, 2016) – nebo dr. Valérie Chansigaudová (Une histoire des Fleurs, 2014). Svou první výstavu fotografií, Vzdušné zámky a poštolky, měl v rámci Potulné Akademie v brněnské galerii Zákoutí v listopadu 2016, fotografie publikoval i v Ravtu .
Miroslav Fišmeister žije v Brně.

### Básnické sbírky
- Ten stolek je nízký! (Petrov, Brno 2005)
- To okno je malé! (Carpe diem, Brumovice 2006; 2. vydání tamtéž 2011, e-kniha)
- Aspoň že postel je pohodlná… (Carpe diem, Brumovice 2007, 2. vydání tamtéž 2011, e-kniha)
- Pískoviště (Pavel Mervart, Červený Kostelec 2007)
- Z (Větrné mlýny, Brno 2009)
- Pieter van den Hoogenband (Edice H_aluze, Ústí nad Labem 2010)
- Šel jsem tím městem… (Česká Třebová očima fotografa a básníka) (Oftis, Ústí nad Orlicí 2010; autor fotografií Jaroslav Plocek)
- Barva času je žlutá (Vetus Via, Brno 2011)
- Nohy z Kalymnosu (Druhé město, Brno 2012)
- Dvojí dech (Carpe diem, Brumovice 2013; 2. vydání tamtéž 2013, e-kniha)
- Entasis (Carpe diem, Brumovice 2014; 2. vydání tamtéž 2015, e-kniha)
- Od agamy po Zuzanu (Carpe diem, Brumovice 2015)
- See Emily Play (vlastním nákladem, 2017)
- See Emily Play. Tvar slunce (Malvern, 2019)
- Líc al-Chálí (Odeon, 2021)
- Celníci a námořníci. See Emily Play 2 (Malvern, 2022)
- Gyöngyhajú lány. Guvernér hlavního města (Malvern, 2024)

### Básnické sbírky v cizích jazycích
- Pieter van den Hoogenband (H_aluze, Ústí nad Labem 2012; e-kniha). V angličtině. Překlad autor a Cynthia Plachá.

### Účast v antologiích
- Antologie české poezie II. díl (1986–2006) (Dybbuk, Praha 2007)
- Po městě, jež je mi souzeno (Brněnská zákoutí v poezii) (Weles, Brno 2007)
- Kdybych vstoupil do Kauflandu, byl bych v Brně (Brno v české poezii) (Větrné mlýny, Brno 2009)
- Rapporti di errore (Mimesis Edizioni, Milán 2010; editor Petr Král, překlad Antonio Parente)
- Nejlepší české básně 2010 (Host, Brno 2010)
- Nejlepší české básně 2011 (Host, Brno 2011)
- Sto nejlepších českých básní 2012 (Host, Brno 2012)
- Co to je toto? Ivanu Wernischovi k sedmdesátinám (Druhé město, Brno 2012; rovněž redakční spolupráce)
- Míjím se s měsícem (DharmaGaia, Praha 2013)
- Ztichlá klika 8 (Ztichlá klika, Praha 2013)
- Nejlepší české básně 2013 (Host, Brno 2013)
- Nejlepší české básně 2014 (Host, Brno 2014)
- Bacon 70 (Větrné mlýny, Brno 2016)
- Krátká báseň (Protimluv, Ostrava 2020, editor Zdeněk Volf)
- Držíme ti místo u stolu. Dopisy Jaroslavu Eriku Fričovi do hradecké nemocnice (samizdat, Ears & Wind Records, Brno 2021, editor Honza Bartoň)